# Macklin (Saskatchewan)
Pour les articles homonymes, voir Macklin.
Macklin est une localité située dans la municipalité rurale de Eye Hill No 382 en Saskatchewan au Canada. Lors du recensement de 2011, elle avait une population de 1 145 habitants. Elle se situe le long de la route 31 (en) à environ 5 km à l'est de la frontière avec l'Alberta.

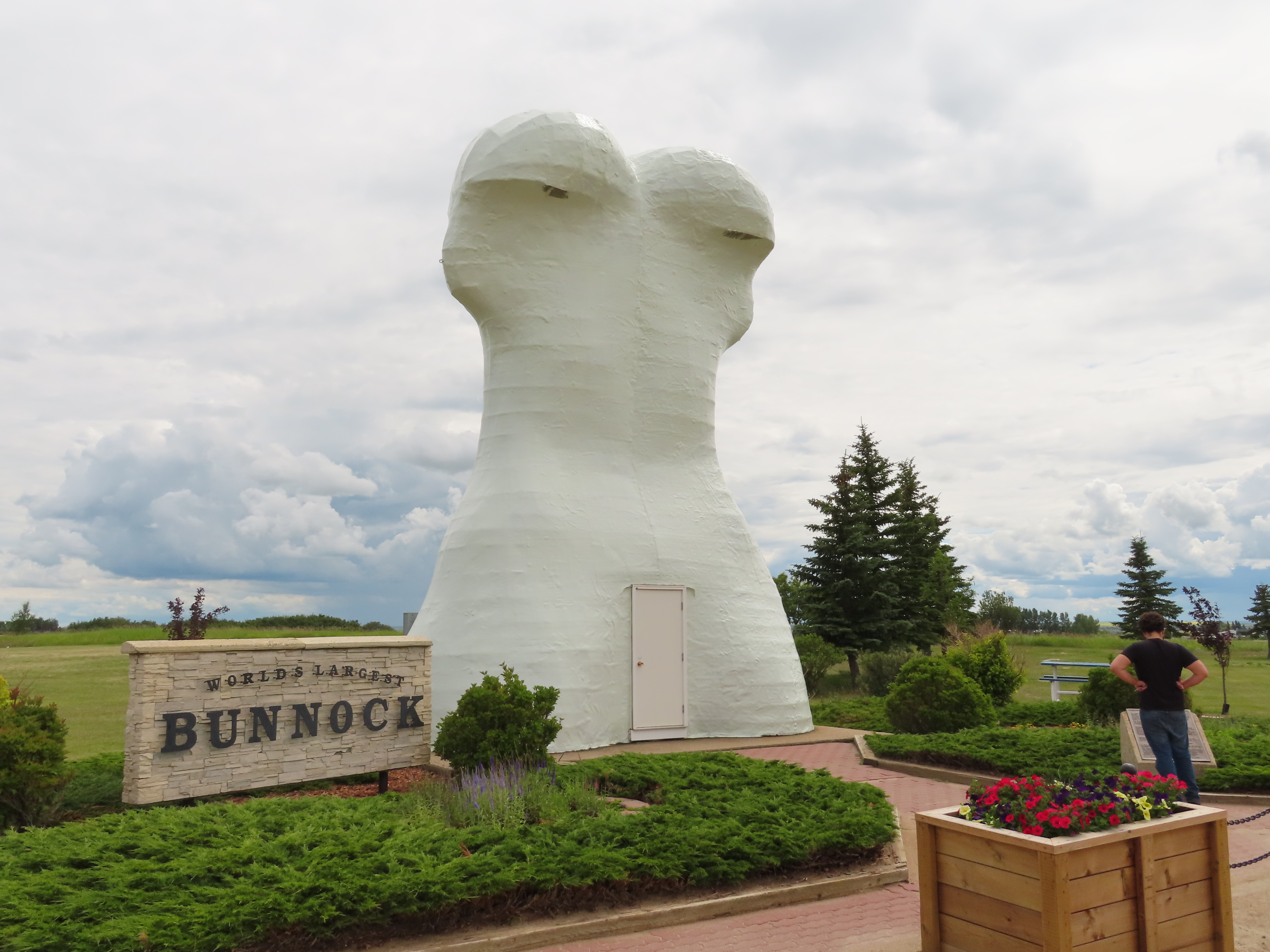
La plus grande statue Bunnock du monde.

## Démographie
| 2001  | 2006  | 2011  | 2016  |
| ----- | ----- | ----- | ----- |
| 1 330 | 1 290 | 1 415 | 1 374 |

## Annexe